# Descomposición en valores propios de una matriz
En álgebra lineal, la descomposición en valores propios de una matriz es su factorización en una forma canónica, de manera que se representa mediante sus valores y vectores propios (también denominados autovalores y autovectores). Solo las matrices diagonalizables se pueden factorizar de esta manera. Cuando la matriz que se factoriza es una matriz normal o una matriz simétrica real, la descomposición se denomina descomposición espectral, forma derivada del teorema de descomposición espectral.

## Teoría fundamental de vectores propios y valores propios de una matriz
Un vector v (distinto de cero) de dimensión N es un vector propio de una matriz cuadrada N × N A si satisface una ecuación lineal de la forma
{\displaystyle \mathbf {A} \mathbf {v} =\lambda \mathbf {v} }
para algún escalar λ. Entonces λ se llama valor propio correspondiente a v. Hablando geométricamente, los vectores propios de A son los vectores que la transformación representada por la matriz A simplemente alarga o encoge, y la cantidad en la que se alargan/encogen es el valor propio. La ecuación anterior se llama ecuación de valores propios o problema de valores propios.
Esto produce una ecuación para los valores propios
{\displaystyle p\left(\lambda \right)=\det \left(\mathbf {A} -\lambda \mathbf {I} \right)=0.}
Se denomina polinomio característico de la matriz a p(λ), y la ecuación, llamada ecuación característica, es una ecuación polinómica de orden N en la incógnita λ. Esta ecuación tendrá distintas soluciones para Nλ, donde 1 ≤ Nλ ≤ N. El conjunto de soluciones, es decir, los valores propios, se llama espectro de A.
Si el cuerpo de escalares es algebraicamente cerrado, entonces se puede factorizar p como
{\displaystyle p\left(\lambda \right)=\left(\lambda -\lambda _{1}\right)^{n_{1}}\left(\lambda -\lambda _{2}\right)^{n_{2}}\cdots \left(\lambda -\lambda _{N_{\lambda }}\right)^{n_{N_{\lambda }}}=0.}
El entero ni se denomina multiplicidad algebraica del valor propio λi. Los números de multiplicidades algebraicas suman N: {\textstyle \sum _{i=1}^{N_{\lambda }}{n_{i}}=N.}
Para cada valor propio λi, se tiene una ecuación de valor propio específica
{\displaystyle \left(\mathbf {A} -\lambda _{i}\mathbf {I} \right)\mathbf {v} =0.}
Habrá soluciones 1 ≤ mi ≤ ni linealmente independientes para cada ecuación de valores propios. Las combinaciones lineales de las soluciones mi (excepto las que tienen el vector cero) son los vectores propios asociados al valor propio λi. El entero mi se denomina multiplicidad geométrica de λi. Es importante tener en cuenta que la multiplicidad algebraica ni y la multiplicidad geométrica mi pueden o no ser iguales, pero siempre se tiene que mi ≤ ni. El caso más simple es, por supuesto, cuando mi= ni= 1. El número total de vectores propios linealmente independientes, Nv, se puede calcular sumando las multiplicidades geométricas
{\displaystyle \sum _{i=1}^{N_{\lambda }}{m_{i}}=N_{\mathbf {v} }.}
Los vectores propios se pueden indexar por valores propios, usando un índice doble, siendo vij el vector propio j-ésimo para el valor propio i-ésimo. Los vectores propios también se pueden indexar usando la notación más simple de un solo índice vk, con k= 1, 2, ..., Nv.

## Descomposición propia de una matriz
Sea A una matriz cuadrada de orden n × n con n vectores propios linealmente independientes qi (donde i= 1, ..., n). Entonces A puede ser factorizada como
{\displaystyle \mathbf {A} =\mathbf {Q} \mathbf {\Lambda } \mathbf {Q} ^{-1}}
donde Q es la matriz cuadrada de orden n × n cuya columna i-ésima es el vector propio qi de A, y Λ es la matriz diagonal cuyos elementos diagonales son los valores propios correspondientes, Λii= λi. Téngase en cuenta que solo las matrices diagonalizables se pueden factorizar de esta manera. Por ejemplo, la matriz defectiva {\displaystyle \left[{\begin{smallmatrix}1&1\\0&1\end{smallmatrix}}\right]} (que es un matriz de cizallamiento) no se puede diagonalizar.
Los vectores propios n qi suelen estar normalizados, pero no es necesario que lo estén. Un conjunto no normalizado de vectores propios n, vi también se puede utilizar como las columnas de Q. Eso se puede entender observando que la magnitud de los vectores propios en Q se cancela en la descomposición por la presencia de Q−1. Si uno de los valores propios λi tiene más de un vector propio linealmente independiente (es decir, la multiplicidad geométrica de λi es mayor que 1), entonces estos vectores propios para este valor propio λi pueden elegirse para que sean mutuamente ortogonales; Sin embargo, si dos vectores propios pertenecen a dos valores propios diferentes, puede ser imposible que sean ortogonales entre sí (véase el ejemplo que fugura a continuación). Un caso especial es que si A es una matriz normal, entonces por el teorema espectral, siempre es posible diagonalizar A en una base ortonormal {qi}.
La descomposición se puede derivar de la propiedad fundamental de los vectores propios:
{\displaystyle {\begin{aligned}\mathbf {A} \mathbf {v} &=\lambda \mathbf {v} \\\mathbf {A} \mathbf {Q} &=\mathbf {Q} \mathbf {\Lambda } \\\mathbf {A} &=\mathbf {Q} \mathbf {\Lambda } \mathbf {Q} ^{-1}.\end{aligned}}}
Los vectores propios linealmente independientes qi con valores propios distintos de cero forman una base (no necesariamente ortonormal) para todos los posibles productos Ax, para x ∈ Cn, que es lo mismo que la imagen (o rango) de la correspondiente matriz de transformación, y también el espacio columna de la matriz A. El número de vectores propios linealmente independientes qi con valores propios distintos de cero es igual al rango de la matriz A, y también la dimensión de la imagen (o rango) de la transformación matricial correspondiente, así como su espacio de columnas.
Los vectores propios linealmente independientes qi con un valor propio de cero forman una base (que se puede elegir para que sea ortonormal) para el núcleo (también conocido como kernel) de la transformación matricial A.

### Ejemplo
La matriz real 2 × 2 A
{\displaystyle \mathbf {A} ={\begin{bmatrix}1&0\\1&3\\\end{bmatrix}}}
puede descomponerse en una matriz diagonal mediante la multiplicación de una matriz no singular B
{\displaystyle \mathbf {B} ={\begin{bmatrix}a&b\\c&d\end{bmatrix}}\in \mathbb {R} ^{2\times 2}.}
En consecuencia
{\displaystyle {\begin{bmatrix}a&b\\c&d\end{bmatrix}}^{-1}{\begin{bmatrix}1&0\\1&3\end{bmatrix}}{\begin{bmatrix}a&b\\c&d\end{bmatrix}}={\begin{bmatrix}x&0\\0&y\end{bmatrix}},}
para alguna matriz diagonal real {\displaystyle \left[{\begin{smallmatrix}x&0\\0&y\end{smallmatrix}}\right]}.
Multiplicando ambos lados de la ecuación de la izquierda por B:
{\displaystyle {\begin{bmatrix}1&0\\1&3\end{bmatrix}}{\begin{bmatrix}a&b\\c&d\end{bmatrix}}={\begin{bmatrix}a&b\\c&d\end{bmatrix}}{\begin{bmatrix}x&0\\0&y\end{bmatrix}}.}
La ecuación anterior se puede descomponer en dos ecuaciones simultáneas:
{\displaystyle {\begin{cases}{\begin{bmatrix}1&0\\1&3\end{bmatrix}}{\begin{bmatrix}a\\c\end{bmatrix}}={\begin{bmatrix}ax\\cx\end{bmatrix}}\\{\begin{bmatrix}1&0\\1&3\end{bmatrix}}{\begin{bmatrix}b\\d\end{bmatrix}}={\begin{bmatrix}by\\dy\end{bmatrix}}\end{cases}}.}
Factorizando los valores propios x y y:
{\displaystyle {\begin{cases}{\begin{bmatrix}1&0\\1&3\end{bmatrix}}{\begin{bmatrix}a\\c\end{bmatrix}}=x{\begin{bmatrix}a\\c\end{bmatrix}}\\{\begin{bmatrix}1&0\\1&3\end{bmatrix}}{\begin{bmatrix}b\\d\end{bmatrix}}=y{\begin{bmatrix}b\\d\end{bmatrix}}\end{cases}}}
de donde se obtiene que
{\displaystyle \mathbf {a} ={\begin{bmatrix}a\\c\end{bmatrix}},\quad \mathbf {b} ={\begin{bmatrix}b\\d\end{bmatrix}},}
lo que produce dos ecuaciones vectoriales:
{\displaystyle {\begin{cases}\mathbf {A} \mathbf {a} =x\mathbf {a} \\\mathbf {A} \mathbf {b} =y\mathbf {b} \end{cases}}}
Y se puede representar mediante una sola ecuación vectorial que involucra dos soluciones como valores propios:
{\displaystyle \mathbf {A} \mathbf {u} =\lambda \mathbf {u} }
donde λ representa los dos autovalores x y y, y u representa los vectores a y b.
Desplazando λu al lado izquierdo y factorizando u
{\displaystyle (\mathbf {A} -\lambda \mathbf {I} )\mathbf {u} =\mathbf {0} }
Dado que B no es singular, es esencial que u no sea cero. Por lo tanto,
{\displaystyle \det(\mathbf {A} -\lambda \mathbf {I} )=0}
De este modo
{\displaystyle (1-\lambda )(3-\lambda )=0}
y se obtienen las soluciones de los valores propios para la matriz A como λ= 1 o λ= 3, y la matriz diagonal resultante de la descomposición propia de A es {\displaystyle \left[{\begin{smallmatrix}1&0\\0&3\end{smallmatrix}}\right]}.
Poniendo las soluciones de nuevo en las ecuaciones simultáneas anteriores
{\displaystyle {\begin{cases}{\begin{bmatrix}1&0\\1&3\end{bmatrix}}{\begin{bmatrix}a\\c\end{bmatrix}}=1{\begin{bmatrix}a\\c\end{bmatrix}}\\{\begin{bmatrix}1&0\\1&3\end{bmatrix}}{\begin{bmatrix}b\\d\end{bmatrix}}=3{\begin{bmatrix}b\\d\end{bmatrix}}\end{cases}}}
Resolviendo las ecuaciones, se obtiene
{\displaystyle a=-2c\quad {\text{ y }}\quad b=0,\qquad c,d\in \mathbb {R} .}
Por lo tanto, la matriz B requerida para la descomposición propia de A es
{\displaystyle \mathbf {B} ={\begin{bmatrix}-2c&0\\c&d\end{bmatrix}},\qquad c,d\in \mathbb {R} ,}
y por lo tanto:
{\displaystyle {\begin{bmatrix}-2c&0\\c&d\end{bmatrix}}^{-1}{\begin{bmatrix}1&0\\1&3\end{bmatrix}}{\begin{bmatrix}-2c&0\\c&d\end{bmatrix}}={\begin{bmatrix}1&0\\0&3\end{bmatrix}},\qquad c,d\in \mathbb {R} }

### Matriz inversa mediante descomposición en valores propios
Si una matriz A puede autodescomponerse y ninguno de sus autovalores es cero, entonces A es invertible y su inversa viene dada por
{\displaystyle \mathbf {A} ^{-1}=\mathbf {Q} \mathbf {\Lambda } ^{-1}\mathbf {Q} ^{-1}}
Si {\displaystyle \mathbf {A} } es una matriz simétrica, dado que {\displaystyle \mathbf {Q} } se forma a partir de los vectores propios de {\displaystyle \mathbf {A} }, se garantiza que {\displaystyle \mathbf {Q} } es una matriz ortogonal, por lo tanto, {\displaystyle \mathbf {Q} ^{-1}=\mathbf {Q} ^{\mathrm {T} }}. Además, como Λ es una matriz diagonal, su inversa es fácil de calcular:
{\displaystyle \left[\Lambda ^{-1}\right]_{ii}={\frac {1}{\lambda _{i}}}}

#### Implicaciones prácticas
Cuando se usa la descomposición propia en una matriz de datos reales obtenidos de una medición, el resultado inverso puede ser menos válido cuando todos los valores propios se usan sin modificar en la forma anterior. Esto se debe a que, a medida que los valores propios se vuelven relativamente pequeños, su contribución a la inversión es grande. Aquellos cerca de cero o del umbral del ruido del sistema de medición tendrán una influencia indebida y podrían dificultar la obtención de las soluciones (detección) usando la matriz inversa.
Se han propuesto dos mitigaciones: truncar valores propios pequeños o cero, y extender el valor propio fiable más bajo a los que están debajo de él.
El primer método de mitigación es similar a una muestra dispersa de la matriz original, eliminando los componentes que no se consideran valiosos. Sin embargo, si la solución o el proceso de detección está cerca del nivel de ruido, el truncamiento puede eliminar componentes que influyen en la solución deseada.
La segunda mitigación extiende el valor propio, de modo que los valores más bajos tienen mucha menos influencia sobre la inversión, pero todavía contribuyen, de modo que aún se encontrarán soluciones cercanas al ruido.
El valor propio fiable se puede encontrar asumiendo que los valores propios de valor extremadamente similar y bajo son una buena representación del ruido de medición (que se supone bajo para la mayoría de los sistemas).
Si los valores propios están clasificados por valor, entonces el valor propio fiable se puede encontrar minimizando el laplaciano de los valores propios ordenados:
{\displaystyle \min \left|\nabla ^{2}\lambda _{\mathrm {s} }\right|}
donde a los valores propios se les añade un subíndice con un s para indicar que se están ordenando. La posición de la minimización es el valor propio fiable más bajo. En los sistemas de medición, la raíz cuadrada de este valor propio fiable es el ruido promedio sobre los componentes del sistema.

## Cálculo funcional
La descomposición propia permite un cálculo mucho más fácil de series de potencias de matrices. Si f (x) está dado por
{\displaystyle f(x)=a_{0}+a_{1}x+a_{2}x^{2}+\cdots }
entonces se sabe que
{\displaystyle f\!\left(\mathbf {A} \right)=\mathbf {Q} \,f\!\left(\mathbf {\Lambda } \right)\mathbf {Q} ^{-1}}
Debido a que Λ es una matriz diagonal, las funciones de Λ son muy fáciles de calcular:
{\displaystyle \left[f\left(\mathbf {\Lambda } \right)\right]_{ii}=f\left(\lambda _{i}\right)}
Los elementos fuera de la diagonal de f (Λ) son cero; es decir, f (Λ) también es una matriz diagonal. Por lo tanto, calcular f (A) se reduce a simplemente calcular la función en cada uno de los valores propios.
Una técnica similar funciona más generalmente con el cálculo funcional holomórfico, usando
{\displaystyle \mathbf {A} ^{-1}=\mathbf {Q} \mathbf {\Lambda } ^{-1}\mathbf {Q} ^{-1}}
visto anteriormente. Una vez más, encontramos que
{\displaystyle \left[f\left(\mathbf {\Lambda } \right)\right]_{ii}=f\left(\lambda _{i}\right)}

### Ejemplos
{\displaystyle {\begin{aligned}\mathbf {A} ^{2}&=\left(\mathbf {Q} \mathbf {\Lambda } \mathbf {Q} ^{-1}\right)\left(\mathbf {Q} \mathbf {\Lambda } \mathbf {Q} ^{-1}\right)=\mathbf {Q} \mathbf {\Lambda } \left(\mathbf {Q} ^{-1}\mathbf {Q} \right)\mathbf {\Lambda } \mathbf {Q} ^{-1}=\mathbf {Q} \mathbf {\Lambda } ^{2}\mathbf {Q} ^{-1}\\\mathbf {A} ^{n}&=\mathbf {Q} \mathbf {\Lambda } ^{n}\mathbf {Q} ^{-1}\\\exp \mathbf {A} &=\mathbf {Q} \exp(\mathbf {\Lambda } )\mathbf {Q} ^{-1}\end{aligned}}}
que son ejemplos de las funciones {\displaystyle f(x)=x^{2},\;f(x)=x^{n},\;f(x)=\exp {x}}. Además, {\displaystyle \exp {\mathbf {A} }} es el exponencial de una matriz.

## Descomposición para matrices especiales

Subconjuntos de clases importantes de matrices

Cuando A es una matriz simétrica normal o real, la descomposición se denomina descomposición espectral, derivada del teorema espectral.

### Matrices normales
Una matriz cuadrada de valor complejo A es normal (es decir, A*A= AA*, donde A* es la matriz traspuesta conjugada) si y solo si se puede descomponer como
{\displaystyle \mathbf {A} =\mathbf {U} \mathbf {\Lambda } \mathbf {U} ^{*}}
donde U es una matriz unitaria (que significa que U* = U−1) y Λ = diag(λ1, ..., λn) es una matriz diagonal. Las columnas u1, ..., un de U forman un base ortonormal y son vectores propios de A con valores propios correspondientes λ1, ...,  λn.
Si A está restringido a ser un matriz hermítica (A= A*), entonces Λ solo tiene entradas con valores reales. Si A está restringida a ser una matriz unitaria, entonces Λ puede tomar todos sus valores en el círculo unitario complejo, es decir, | λi |= 1.

### Matrices simétricas reales
Como caso especial, para cada matriz simétrica real n × n, los valores propios son reales y los vectores propios pueden elegirse reales y ortonormales. Por lo tanto, una matriz simétrica real A se puede descomponer como
{\displaystyle \mathbf {A} =\mathbf {Q} \mathbf {\Lambda } \mathbf {Q} ^{\mathsf {T}}}
donde Q es una matriz ortogonal cuyas columnas son (los elegidos anteriormente, reales y ortonormales) vectores propios de A, y Λ es una matriz diagonal cuyas entradas son los valores propios de A.

## Datos útiles

### Datos útiles sobre los valores propios
- El producto de los valores propios es igual al determinante de A {\displaystyle \det \left(\mathbf {A} \right)=\prod _{i=1}^{N_{\lambda }}{\lambda _{i}^{n_{i}}}} Debe tenerse en cuenta que cada valor propio se eleva a la potencia ni, su multiplicidad algebraica.
- La suma de los valores propios es igual a la traza de A {\displaystyle \operatorname {tr} \left(\mathbf {A} \right)=\sum _{i=1}^{N_{\lambda }}{{n_{i}}\lambda _{i}}} Debe tenerse en cuenta que cada valor propio se multiplica por ni, su multiplicidad algebraica.
- Si los valores propios de A son λi y A es invertible, entonces los valores propios de A−1 son simplemente λ−1
i.
- Si los valores propios de A son λi, entonces los valores propios de f (A) son simplemente f (λi), para cualquier función holomorfa f.

### Datos útiles sobre los vectores propios
- Si A es una matriz hermítica y de rango completo, la base de los vectores propios puede elegirse para que sean mutuamente ortogonales, y los valores propios (o autovalores) son reales.
- Los vectores propios de A−1 son los mismos que los vectores propios de A.
- Los vectores propios solo se definen hasta una constante multiplicativa. Es decir, si Av= λv entonces cv es también un vector propio para cualquier escalar c ≠ 0. En particular, −v y eiθv (para cualquier θ) también son vectores propios.
- En el caso de valores propios degenerados (un valor propio que tiene más de un vector propio), los vectores propios tienen una libertad adicional de transformación lineal, es decir, cualquier combinación lineal (ortonormal) de vectores propios que comparten un valor propio (en el subespacio degenerado) es en sí mismo un vector propio (en el subespacio).

### Datos útiles sobre la descomposición mediante valores propios
- A puede descomponerse en forma propia si y solo si el número de vectores propios linealmente independientes Nv, es igual a la dimensión de un vector propio: Nv= N
- Si el campo de escalares es algebraicamente cerrado y si p(λ) no tiene raíces repetidas, es decir, si {\displaystyle N_{\lambda }=N,} entonces A puede descomponerse automáticamente.
- La afirmación de que "A puede descomponerse automáticamente" "no" implica que A tenga una inversa.
- La afirmación de que "A tiene un inverso" "no" implica que A pueda descomponerse automáticamente. Un contraejemplo es {\displaystyle \left[{\begin{smallmatrix}1&1\\0&1\end{smallmatrix}}\right]}, que es una matriz defectiva invertible.

### Datos útiles sobre la matriz inversa
- A se puede invertir si y solo si todos los valores propios son distintos de cero: {\displaystyle \lambda _{i}\neq 0\quad \forall \,i}
- Si λi ≠ 0 y Nv= N, la inversa viene dada por {\displaystyle \mathbf {A} ^{-1}=\mathbf {Q} \mathbf {\Lambda } ^{-1}\mathbf {Q} ^{-1}}

## Cálculos numéricos

### Cálculo numérico de valores propios
Supóngase que se quieren calcular los valores propios de una matriz dada. Si la matriz es pequeña, se pueden calcular simbólicamente usando su polinomio característico. Sin embargo, esto es a menudo imposible para matrices más grandes, en cuyo caso debe usarse un método numérico.
En la práctica, los valores propios de matrices grandes no se calculan utilizando el polinomio característico. Calcular el polinomio se vuelve costoso en sí mismo, y las raíces exactas (simbólicas) de un polinomio de alto grado pueden ser difíciles de calcular y expresar: el teorema de Abel-Ruffini implica que las raíces de los polinomios de alto grado (5 o más) en general no pueden expresarse simplemente usando raíces n-ésimas. Por lo tanto, los algoritmos generales para encontrar vectores propios y valores propios son iterativos.
Existen algoritmos numéricos iterativos para aproximar raíces de polinomios, como el método de Newton, pero en general no es práctico calcular el polinomio característico y luego aplicar estos métodos. Una razón es que los errores de redondeo en los coeficientes pequeños del polinomio característico pueden dar lugar a grandes errores en los valores y vectores propios: las raíces son una función extremadamente condicionada por el valor exacto de los coeficientes.
Un método iterativo simple y preciso es el método de las potencias: se elige un vector aleatorio v y se calcula una secuencia de vectores unitarios como
{\displaystyle {\frac {\mathbf {A} \mathbf {v} }{\left\|\mathbf {A} \mathbf {v} \right\|}},{\frac {\mathbf {A} ^{2}\mathbf {v} }{\left\|\mathbf {A} ^{2}\mathbf {v} \right\|}},{\frac {\mathbf {A} ^{3}\mathbf {v} }{\left\|\mathbf {A} ^{3}\mathbf {v} \right\|}},\ldots }
Esta sucesión casi seguramente convergerá a un vector propio correspondiente al valor propio de mayor magnitud, siempre que v tenga un componente distinto de cero de este vector propio en la base del vector propio (y también siempre que haya solo un valor propio de mayor magnitud). Este algoritmo simple es útil en algunas aplicaciones prácticas; por ejemplo, Google lo usa para calcular el clasificación de páginas de los documentos en su motor de búsqueda. Además, el método de las potencias es el punto de partida para muchos algoritmos más sofisticados. Por ejemplo, al mantener no solo el último vector en la secuencia, sino observar el sistema generador de "todos" los vectores en la secuencia, se puede obtener una mejor aproximación (convergencia más rápida) para el vector propio, y esta idea es la base de la iteración de Arnoldi. Alternativamente, el importante algoritmo QR también se basa en una transformación sutil de un método de potencias.

### Cálculo numérico de vectores propios
Una vez que se calculan los valores propios, los vectores propios se pueden calcular resolviendo la ecuación
{\displaystyle \left(\mathbf {A} -\lambda _{i}\mathbf {I} \right)\mathbf {v} _{i,j}=\mathbf {0} }
utilizando la eliminación de Gauss-Jordan o cualquier otro método para resolver la ecuación matricial.
Sin embargo, en los métodos prácticos de valor propio a gran escala, los vectores propios generalmente se calculan de otras maneras, como un subproducto del cálculo del valor propio. En el método de las potencias, por ejemplo, el vector propio se calcula antes que el valor propio (que normalmente se calcula mediante el cociente de Rayleigh del vector propio). En el algoritmo QR para una matriz hermítica (o cualquier matriz normal), los vectores propios ortonormales se obtienen como un producto de las matrices Q de los pasos del algoritmo. Para matrices más generales, el algoritmo QR genera primero la factorización de Schur, a partir de la que se pueden obtener los vectores propios mediante un procedimiento basado en una matriz triangular. Para las matrices hermíticas, el algoritmo eigenvalue divide y vencerás es más eficiente que el algoritmo QR si se desean tanto los vectores propios como los valores propios.

## Temas adicionales

### Espacios propios generalizados
Debe recordarse que la multiplicidad geométrica de un valor propio puede ser descrito como la dimensión del espacio propio asociado, el espacio nulo de λI − A. La multiplicidad algebraica también se puede considerar como una dimensión: es la dimensión del espacio de valores propios generalizado asociado (en su primer sentido), que es el espacio nulo de la matriz (λI − A)k para cualquier k suficientemente grande. Es decir, es el espacio de valores propios generalizado (en su primer sentido), donde un vector propio generalizado es cualquier vector que eventualmente se convierte en 0 si se le aplica λI − A suficientes veces sucesivas. Cualquier vector propio es un vector propio generalizado, por lo que cada espacio propio está contenido en el espacio propio generalizado asociado. Esto proporciona una prueba fácil de que la multiplicidad geométrica siempre es menor o igual que la multiplicidad algebraica.
Este uso no debe confundirse con el problema de valor propio generalizado que se describe a continuación.

### Vector propio conjugado
Un vector propio conjugado o vector propio es un vector que después de la transformación matricial se convierte en un múltiplo escalar de su conjugado, donde el escalar se denomina valor propio conjugado o valor propio de la transformación lineal. Los vectores propios y los valores propios representan esencialmente la misma información y significado que los vectores propios y los valores propios normales, pero surgen cuando se utiliza un sistema de coordenadas alternativo. La ecuación correspondiente es
{\displaystyle \mathbf {A} \mathbf {v} =\lambda \mathbf {v} ^{*}.}
Por ejemplo, en la teoría de la dispersión electromagnética coherente, la transformación lineal A representa la acción realizada por el objeto de dispersión, y los vectores propios representan estados de polarización de la onda electromagnética. En óptica, el sistema de coordenadas se define desde el punto de vista de la onda, conocido como alineación de dispersión hacia adelante (FSA), y da lugar a una ecuación regular de valores propios, mientras que en la teoría de los radares, el sistema de coordenadas se define desde el punto de vista del radar, conocido como alineación de dispersión hacia atrás (BSA), y dan lugar a una ecuación de valores propios.

### Problema de valores propios generalizado
Un problema de valores propios generalizado (segundo sentido) es el problema de encontrar un vector v (distinto de cero) que satisfaga la ecuación
{\displaystyle \mathbf {A} \mathbf {v} =\lambda \mathbf {B} \mathbf {v} }
donde A y B son matrices. Si v obedece a esta ecuación, con algún λ, entonces se denomina a v el vector propio generalizado de A y B (en el segundo sentido), y λ se llama el valor propio generalizado de A y B (en el segundo sentido) que corresponde al vector propio generalizado v. Los posibles valores de λ deben obedecer a la siguiente ecuación
{\displaystyle \det(\mathbf {A} -\lambda \mathbf {B} )=0.}
Si se pueden encontrar n vectores linealmente independientes {v1, …, vn}, tales que para cada i ∈ {1, …, n}, Avi= λiBvi, entonces se definen las matrices P y D tales que
{\displaystyle P={\begin{bmatrix}|&&|\\\mathbf {v} _{1}&\cdots &\mathbf {v} _{n}\\|&&|\end{bmatrix}}\equiv {\begin{bmatrix}(\mathbf {v} _{1})_{1}&\cdots &(\mathbf {v} _{n})_{1}\\\vdots &&\vdots \\(\mathbf {v} _{1})_{n}&\cdots &(\mathbf {v} _{n})_{n}\end{bmatrix}}}
{\displaystyle (D)_{ij}={\begin{cases}\lambda _{i},&{\text{si }}i=j\\0,&{\text{en caso contrario}}\end{cases}}}
Entonces se cumple la siguiente igualdad
{\displaystyle \mathbf {A} =\mathbf {B} \mathbf {P} \mathbf {D} \mathbf {P} ^{-1}}
Y la prueba es que
{\displaystyle \mathbf {A} \mathbf {P} =\mathbf {A} {\begin{bmatrix}|&&|\\\mathbf {v} _{1}&\cdots &\mathbf {v} _{n}\\|&&|\end{bmatrix}}={\begin{bmatrix}|&&|\\A\mathbf {v} _{1}&\cdots &A\mathbf {v} _{n}\\|&&|\end{bmatrix}}={\begin{bmatrix}|&&|\\\lambda _{1}B\mathbf {v} _{1}&\cdots &\lambda _{n}B\mathbf {v} _{n}\\|&&|\end{bmatrix}}={\begin{bmatrix}|&&|\\B\mathbf {v} _{1}&\cdots &B\mathbf {v} _{n}\\|&&|\end{bmatrix}}\mathbf {D} =\mathbf {B} \mathbf {P} \mathbf {D} }
Y como P es invertible, se multiplica la ecuación de la derecha por su inversa, terminando la demostración.
El conjunto de matrices de la forma A − λB, donde λ es un número complejo, se denomina lápiz; el término lápiz matricial también puede referirse al par (A, B) de matrices.
Si B es invertible, entonces el problema original se puede escribir en la forma
{\displaystyle \mathbf {B} ^{-1}\mathbf {A} \mathbf {v} =\lambda \mathbf {v} }
que es un problema estándar de valores propios. Sin embargo, en la mayoría de las situaciones es preferible no realizar la inversión, sino resolver el problema de valor propio generalizado como se planteó originalmente. Esto es especialmente importante si A y B son matrices hermíticas, ya que en este caso B−1A generalmente no es hermítica y las propiedades importantes de la solución ya no son evidentes.
Si A y B son simétricas o hermíticas, y B también es una matriz definida positiva, los valores propios λi son reales y los vectores propios v1 y v2 con valores propios distintos son B-ortogonales (v1*Bv2= 0). En este caso, los vectores propios se pueden elegir de modo que la matriz P definida anteriormente satisfaga
{\displaystyle \mathbf {P} ^{*}\mathbf {B} \mathbf {P} =\mathbf {I} } o {\displaystyle \mathbf {P} \mathbf {P} ^{*}\mathbf {B} =\mathbf {I} },
y existe una base de vectores propios generalizados (no es un problema defectivo). Este caso a veces se denomina lápiz definido hermítico o lápiz definido.